# Gaußstein (Breithorn)

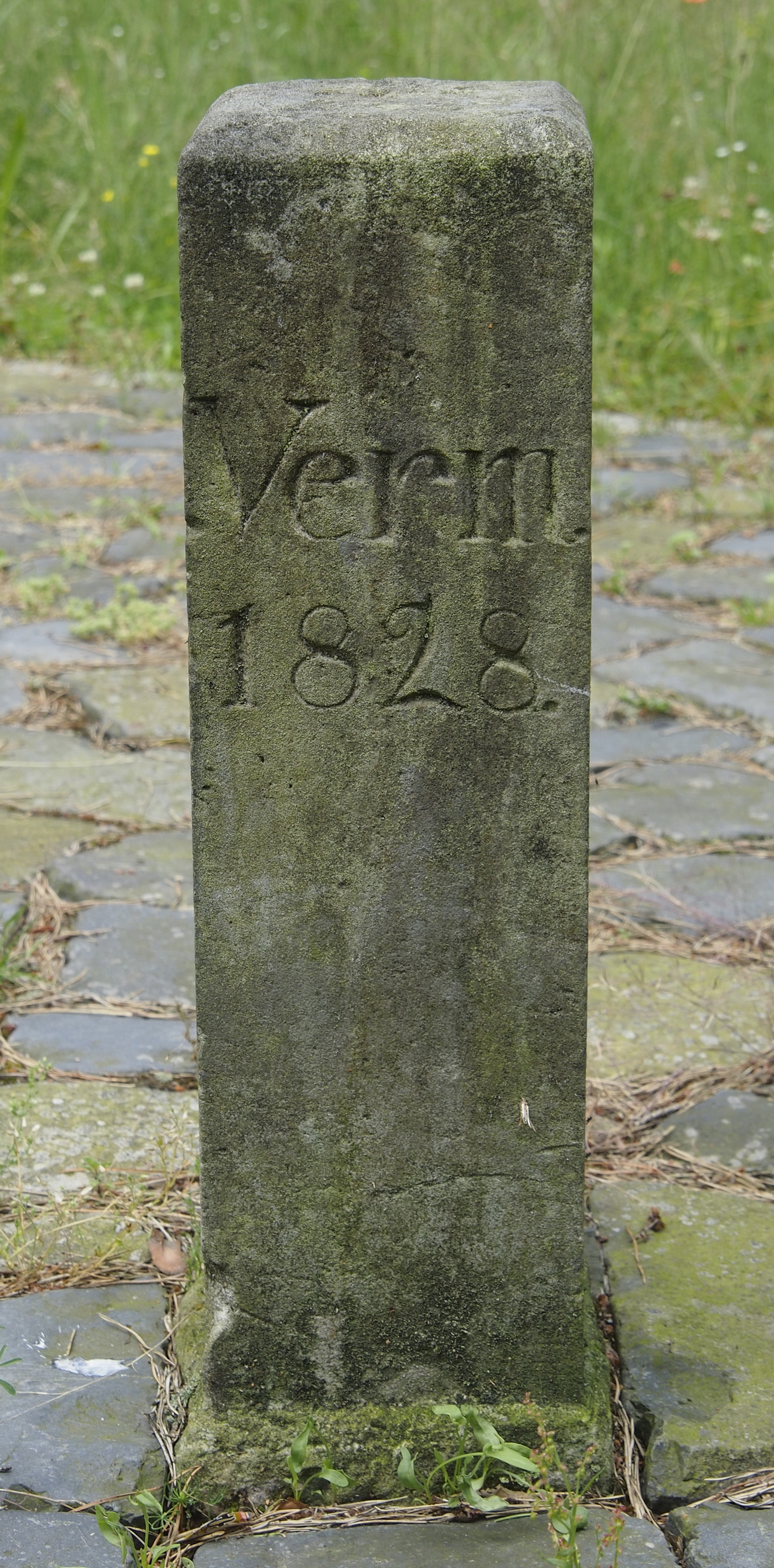
Gaußstein auf dem Breithorn

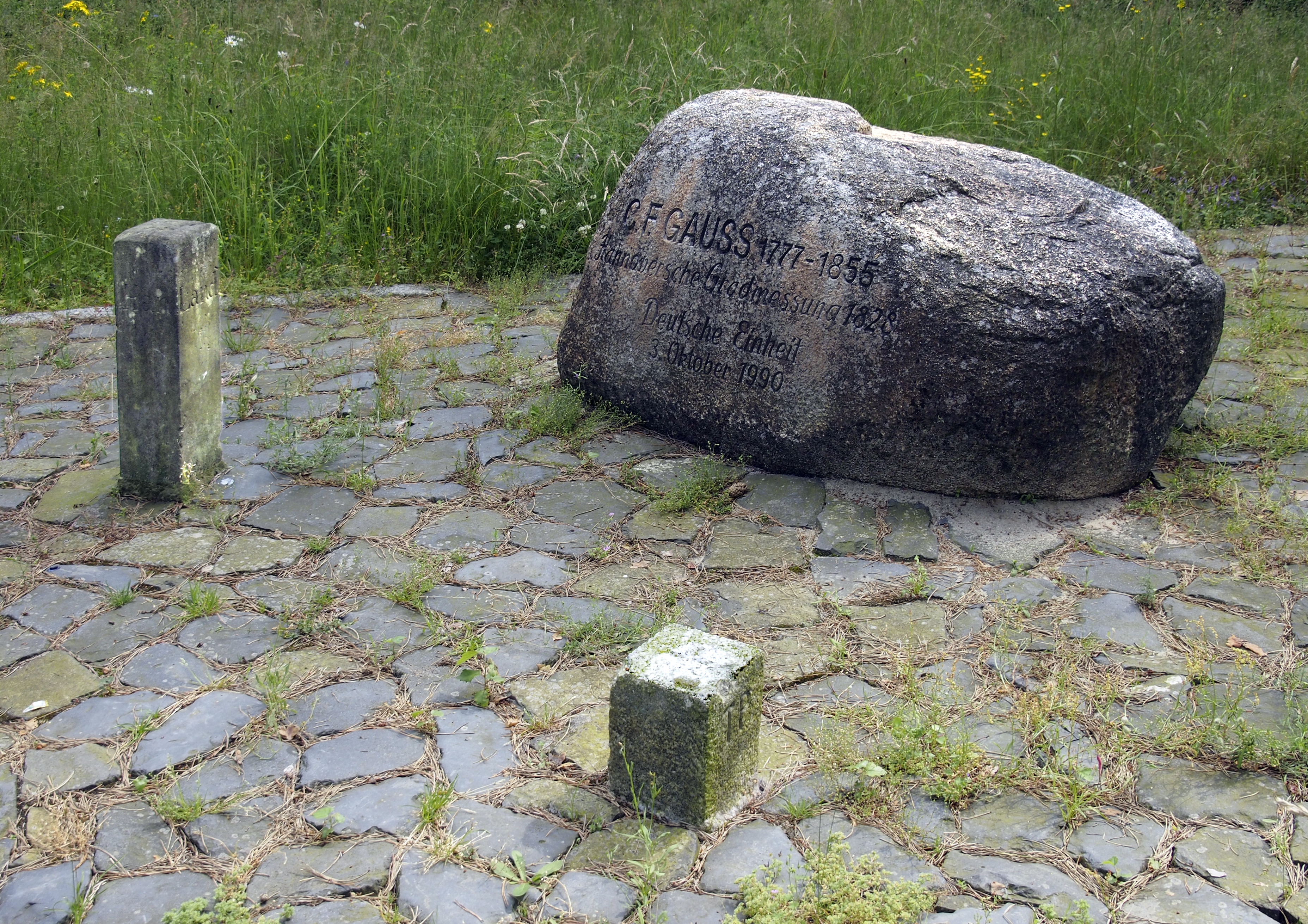
Gaußstein, Granitstein auf dem TP-Punkt und Gedenkstein

Der Gaußstein Breithorn ist ein denkmalgeschützter Gaußstein auf dem 118 m über NHN hohen Berg Breithorn bei Unterlüß in Niedersachsen.
1820 beauftragte der König von Hannover Georg IV. den Professor der Astronomie und Direktor der Sternwarte der Universität Göttingen, Carl Friedrich Gauß, das Königreich Hannover zu vermessen. Die Vermessung in der Lüneburger Heide bereitete Gauß einige Schwierigkeiten, da es hier kaum Höhenzüge gibt. Außerdem verhinderten teilweise ausgedehnte Waldgebiete eine weite Sicht. Bei der Vermessung auf dem Haußelberg (117 m über HNH) konnte nicht die gewünschte Verbindung mit dem Osterberg in Garßen (75 m über HNH) hergestellt werden. Daher musste Gauß im Juli 1822 noch das etwa 6 km südöstlich gelegene Breitehorn (Breithorn), bei Unterlüß und von dort im September 1822 zusätzlich Scharnhorst bei Eschede (91 m über NHN) zu Hilfe nehmen.
Der Gaußstein ist ein etwa 0,5 m hoher Steinquader mit Kantenlängen von ca. 15 cm. Er trägt die Inschrift „Kön./ Han./ Land / Verm 1828“.
Der Stein wurden 1828 auf dem Breithorn an der Stelle errichtet, die der Mathematiker und Geodät Carl Friedrich Gauß im September 1822 zur Vermessung nutzte. Der in der Nähe stehende kleinere Granitstein ist ein TP Pfeiler. Er befindet sich auf dem genauen Trigonometrischen Punkt. Die GPS-Vermessung ergab nur 1,54 m Differenz zur Messung von C. F. Gauß.
Am Aufstellungsort des Gaußsteins befand sich ein Dreieckspunkt zum weiter westlich bei Wardböhmen liegenden Falkenberg (150 m über NHN) und zu dem nördlich gelegenen Wilseder Berg (169 m über NHN). Zusätzliche Dreiecke bildeten Breithorn, der Haußelberg und der Falkenberg; Breithorn, Scharnhorst und Falkenberg; sowie Breithorn, Haußelberg und Wilseder Berg.
Es ist davon auszugehen, dass die Triangulationspunkte Breithorn, Haußelberg und Falkenberg, die heute alle im Wald liegen, damals auf freien, unbewaldeten Hügelkuppen lagen und wahrscheinlich von Heidelandschaft umgeben waren. Erst die großen systematischen Aufforstungen in der zweiten Hälfte des 19. Jahrhunderts führten zum heutigen bewaldeten Landschaftsbild.

Gaußsche Dreieckssysteme
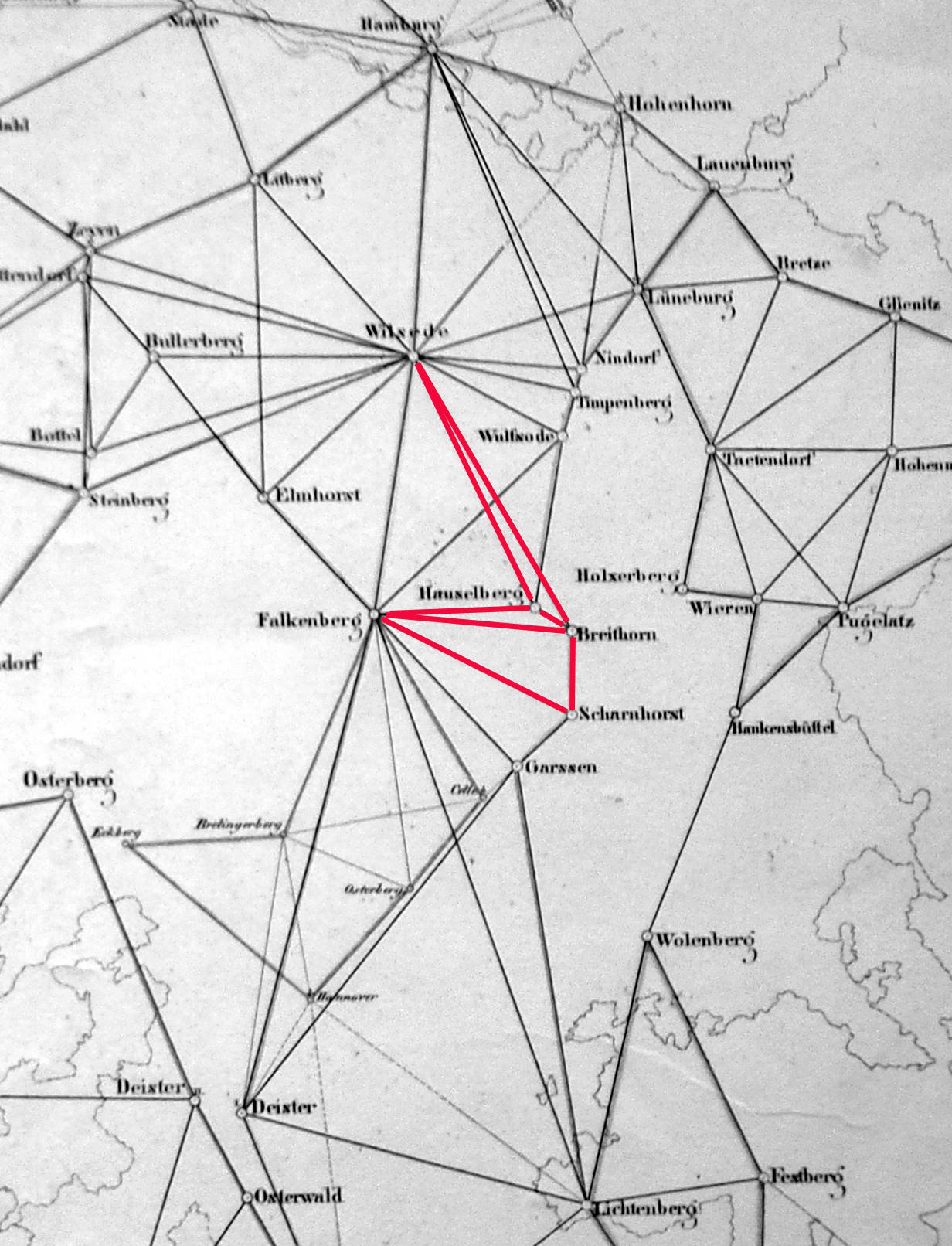
Dreieckssysteme der Gaußschen Landesaufnahme vom Breitehorn
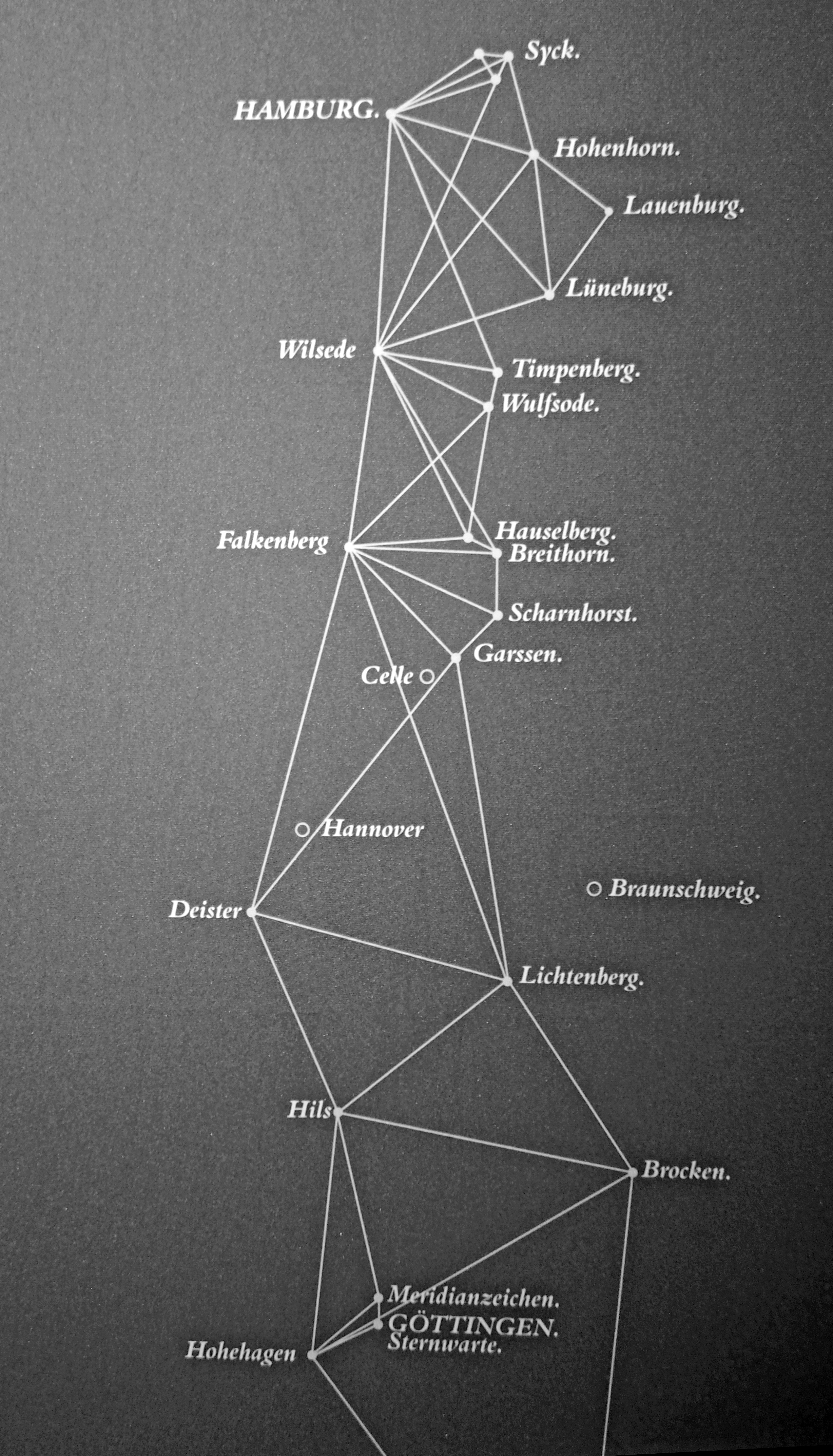
Dreieckssysteme von Göttingen bis Hamburg